# Stykkishólmur

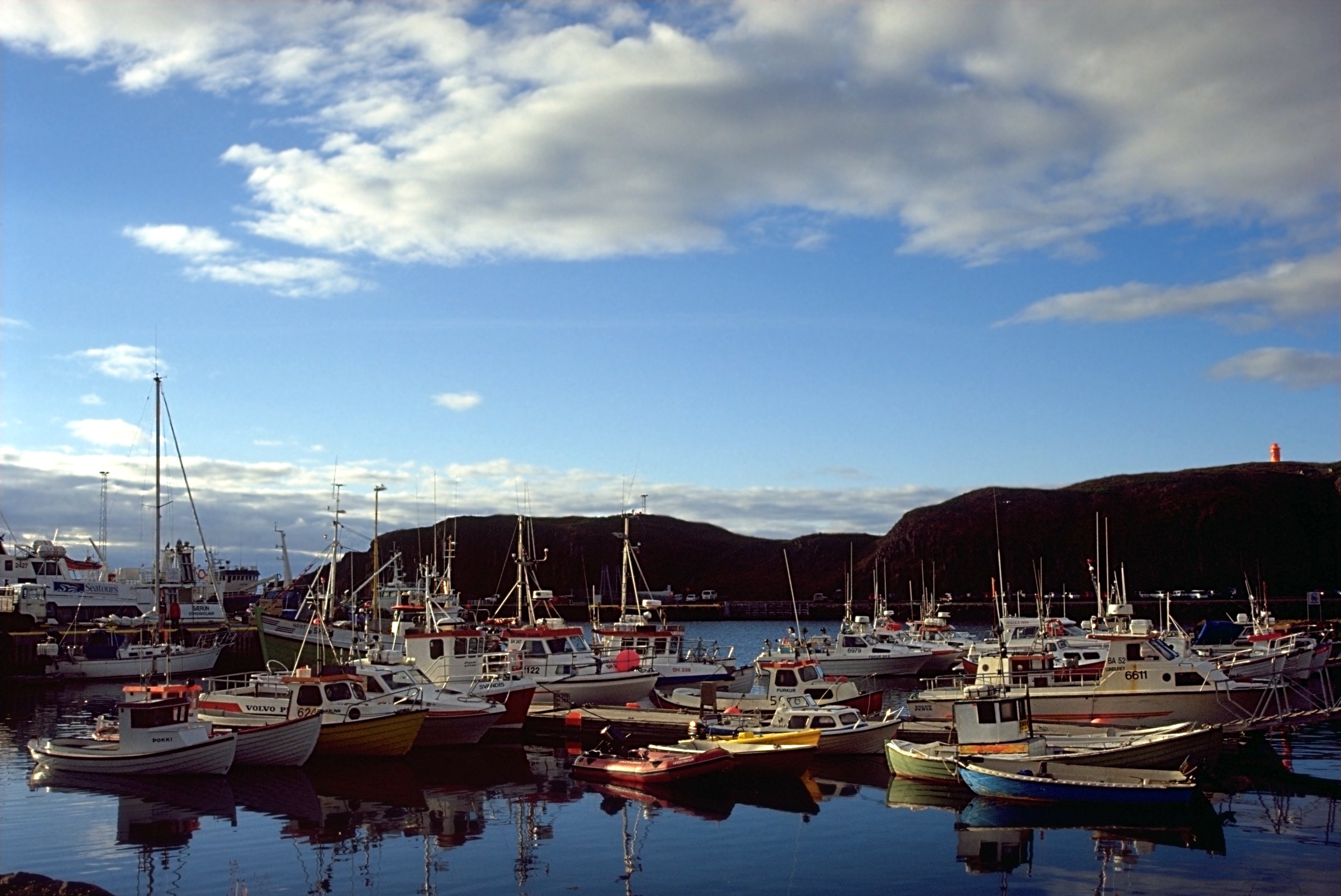
Hafen von Stykkishólmur

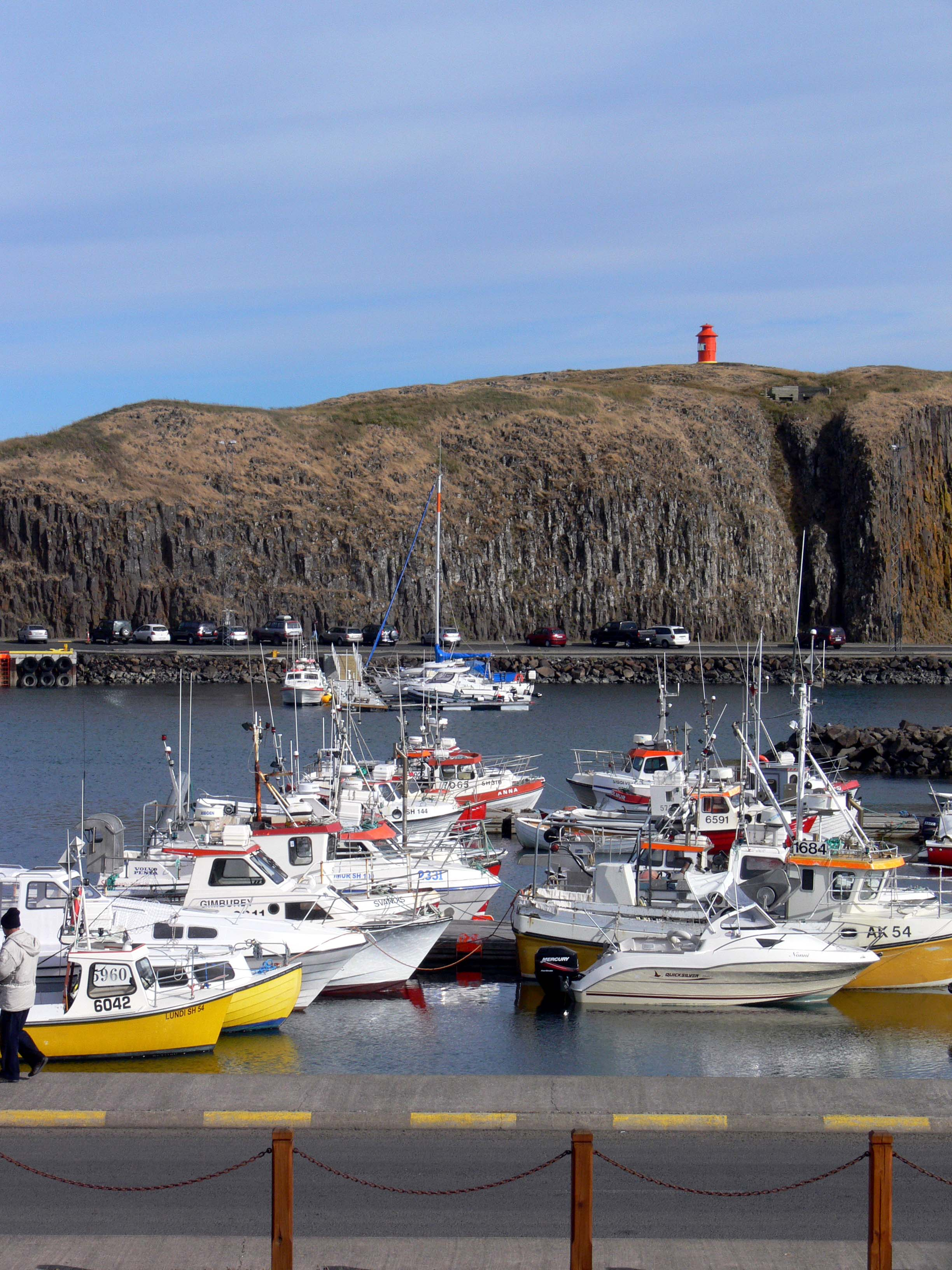
Die Schäre Stykkið mit Booten, dahinter die Insel Súgandisey mit Leuchtturm

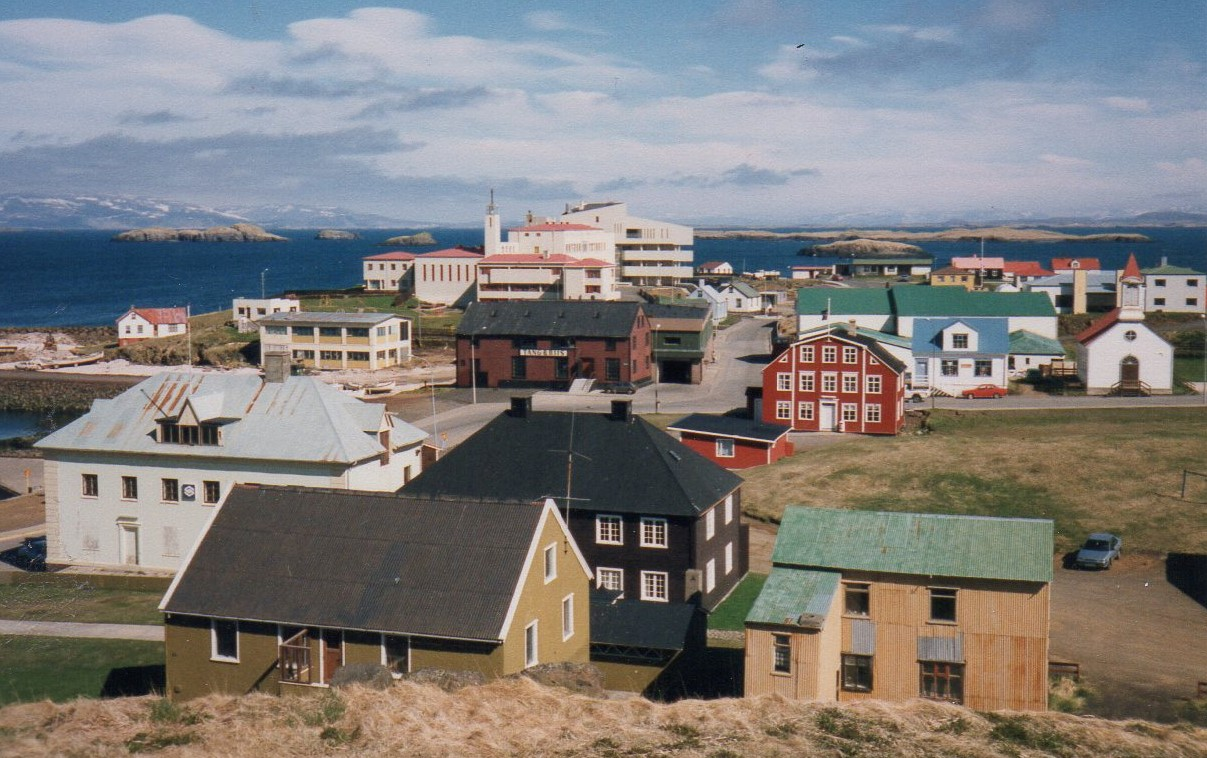
Stadtzentrum

Die neue Kirche

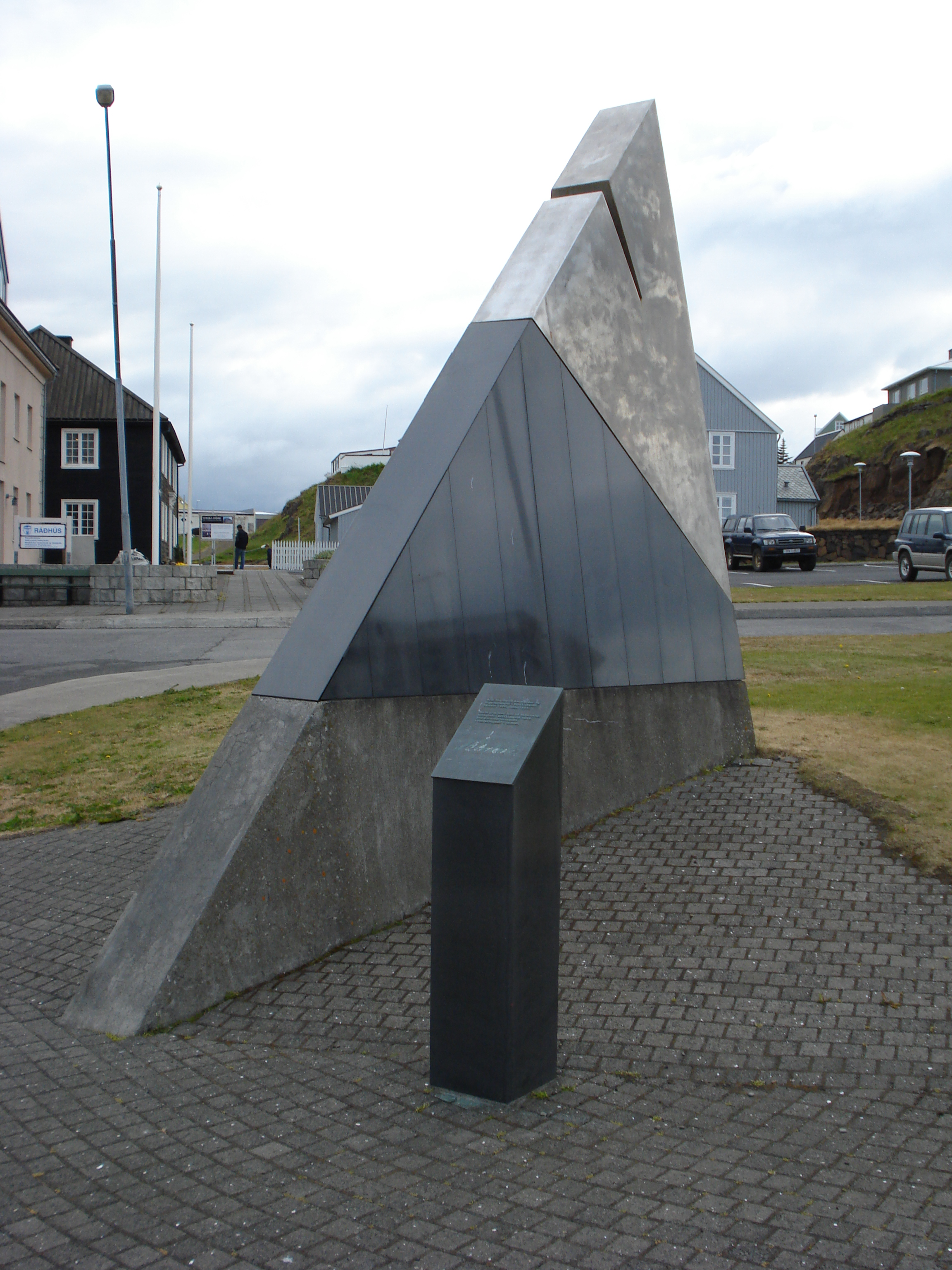
Denkmal zur Wetterbeobachtungsstation

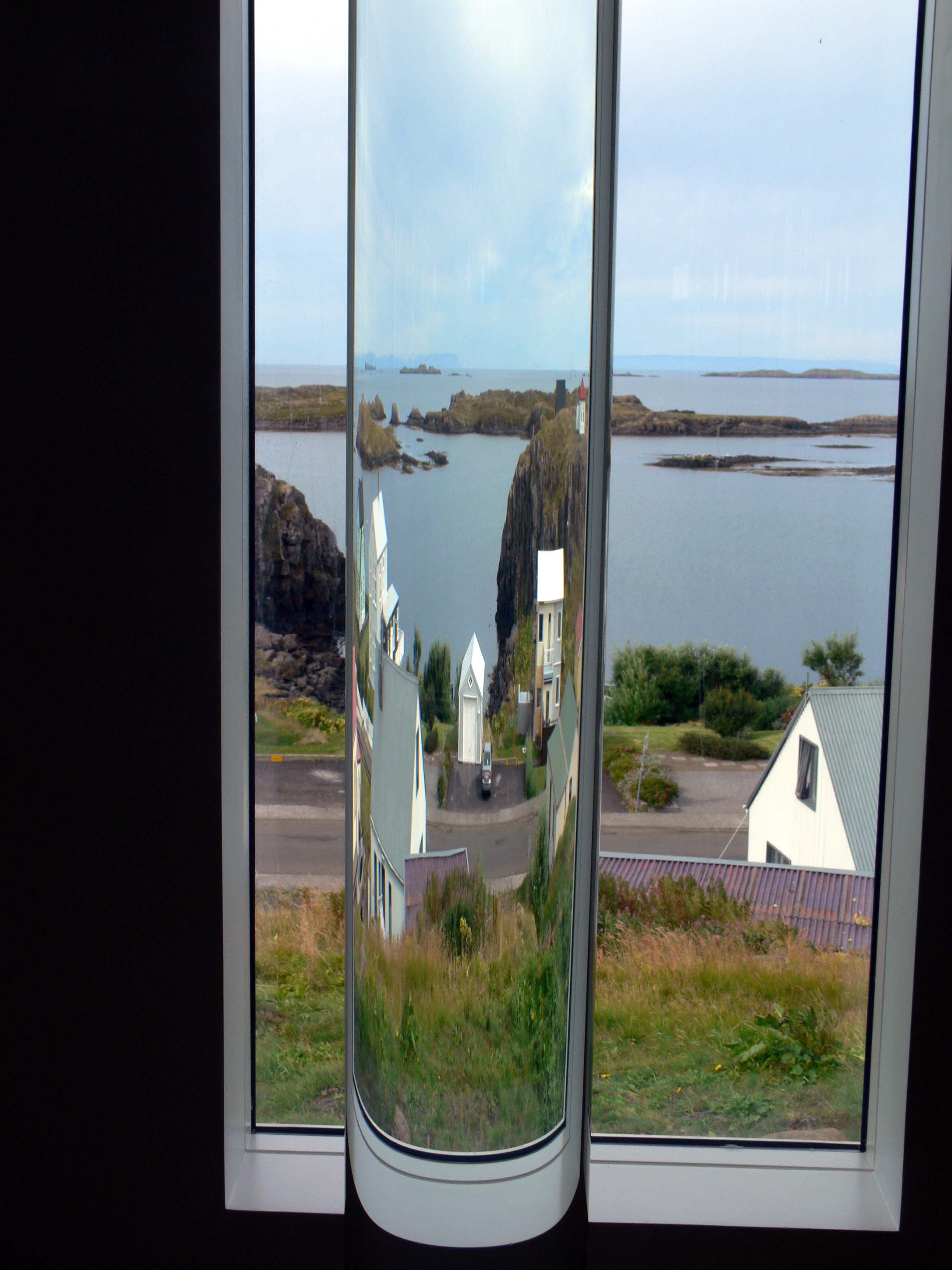
Im Wassermuseum

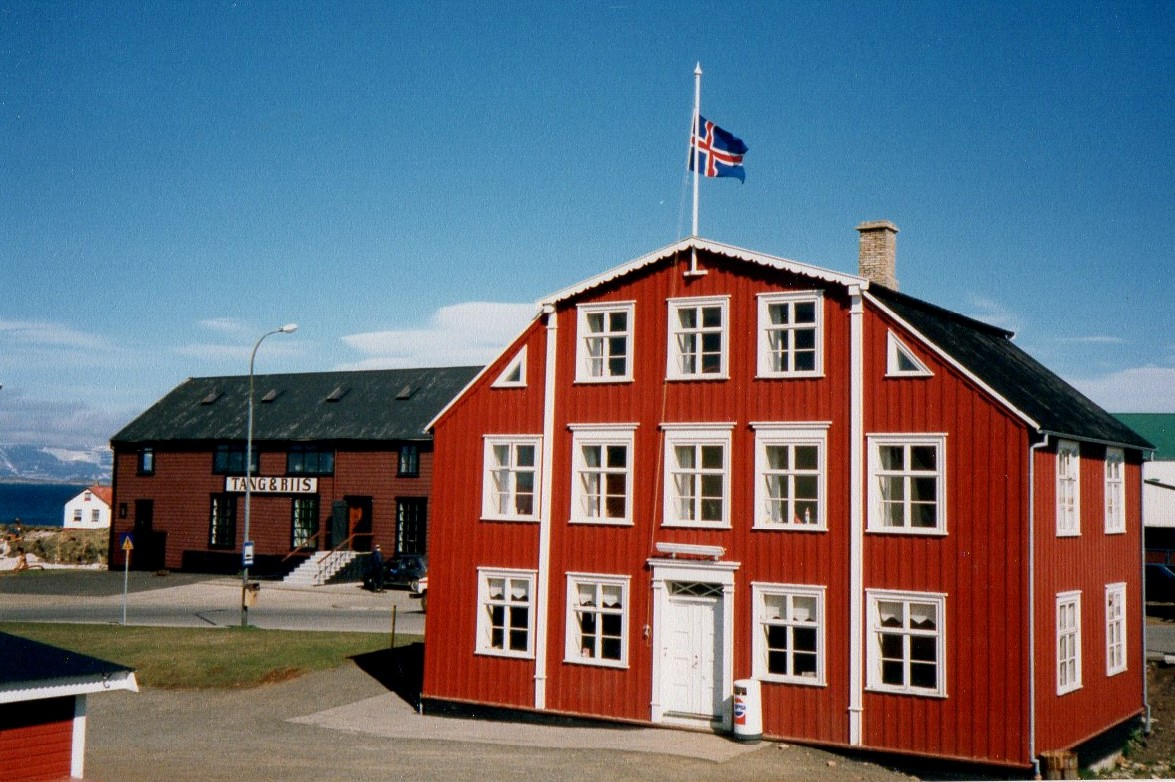
Egilsenshús (1867)

Die Stadtgemeinde Stykkishólmur [ˈstɪhcɪsˌhoulmʏr] (isl. Stykkishólmsbær) liegt im Westen Islands in der Region Vesturland an der Nordseite der Halbinsel Snæfellsnes.
Am 1. Januar 2023 hatte die Gemeinde 1308 Einwohner und ist damit für isländische Verhältnisse einer der größeren Orte außerhalb der Hauptstadtregion rund um Reykjavík. Bis zum Jahre 1892 gehörte die Gemeinde zur Gemeinde Helgafellssveit. Seit dem 29. Mai 2022 hingegen gehört Helgafellssveit zur Gemeinde Stykkishólmur.

## Name
Seinen Namen verdankt das Städtchen der großteils in die Hafenmauer eingebauten Schäre Stykkið.

## Lage
Stykkishólmur liegt am südlichen Breiðafjörður auf der Halbinsel Þorsnes
und ist damit Ausgangspunkt für die Fähre Baldur, wenn man in die Westfjorde möchte (sie legt in Brjánslækur an) oder auf die kleine Insel Flatey.

## Wirtschaft
Hauptwirtschaftsfaktoren sind heutzutage Fischerei (nicht zuletzt Schellfisch und Krabben) und Tourismus. Der Flugplatz Stykkishólmur liegt südwestlich der Ortschaft.

## Geschichte

### Die Anfänge
Man erkannte schon früh die günstige Lage und daher wurde 1550 hier ein Handelsplatz begründet, zunächst von deutschen Kaufleuten aus Bremen und Oldenburg.
Der Ort ist besonders gut für die Anlage eines Hafens geeignet, da die kleine Insel Súgandisey mit ihren Lavasäulen die Einfahrt schützt, was schon früh zum Anlegen von Booten genützt wurde. Belegt ist ein Streit aus dem Jahre 1596 zwischen dem Hansekaufmann Carsten Bache aus Bremen und Johann, dem Grafen von Oldenburg, weil der dänische König Frederik III. angeblich die Handelsrechte der Gegend beiden verkauft hätte.
Nachdem 1602 der dänische König ein Handelsmonopol für seine Landsleute eingeführt hatte, übernahmen die Dänen, d. h. eigentlich die Kaufleute aus Malmö, das zu der Zeit dänisch war. Das Land war zu der Zeit in Bereiche unterteilt, die jeweils zu einem Handelsplatz gehörten. Und zum hiesigen Gebiet gehörte der gesamte Breiðafjörður, ein reicher Bezirk damals wegen der Nebeneinkünfte aus der Eiderdaunennutzung, aus Fischfang und Jagd. Dazu kam die nördliche Küste von Snæfellsnes über den Bezirk Dalir bis zum Þorskafjörður in den südlichen Westfjorden sowie der Bereich des Berserkjahraun. Ab dem Anfang des 18. Jahrhunderts unterstand der Handel hier direkt dem dänischen König.
Als am Ende des 18. Jahrhunderts der Monopolhandel abgeschafft wurde, übernahm der letzte königliche Handelsbeauftragte, Diðrik Hölter, zunächst selbst den Handel, um die Rechte bald darauf im Jahre 1806 an Ólafur Thorlacius, einen Kaufmann aus Bíldudalur zu verkaufen.
Außerdem ließ sich auch der Isländer Jón Kolbeinsson (1764–1836) als Kaufmann in Stykkishólmur nieder. Dieser stand z. B. in Geschäftsbeziehungen zu Jörundur, dem Hundstagekönig von Island.
Der Ort wuchs im 19. Jahrhundert rasch. B. Jakobsen gründete im Jahre 1838 eine Apotheke, die erst die dritte in Island war.
Die ersten Fischerboote hatte der reiche Kaufmann Árni Thorlacius (1802–1891), der seine Leute von hier aus bis zum Jahre 1845 auf Fischfang schickte, und auch mit seinen Kaufmannsgeschäften und im Kulturbereich den Ort entscheidend prägte.
Dann war im Fischfang eine Pause, bis im Jahre 1890 Niels Gram ein Fischereiunternehmen schuf. Hjálmur Sigurðsson (1871–1918) gründete ebenfalls ein Handelsunternehmen, das später vom Kaupfélag übernommen wurde. Er war übrigens mit der Schwester des bekannten isländischen Schriftstellers Gunnar Gunnarsson verheiratet.

### 20. Jahrhundert
Der bedeutendste Mann am Orte war zu Beginn des 20. Jahrhunderts Sæmundur Halldórsson (1861–1940). Er hatte ein Fischereiunternehmen mit fünf Schiffen und beherrschte den Handel mit Fisch im Westen Islands. Er war auch Bezirksamtmann (isl. sýslumaður) der Gegend.
Zu Beginn des 20. Jahrhunderts (1909) wurde auch der Hafen ausgebaut, wobei man die Schäre Stykkið als Grundlage benutzte.
Im Jahre 1928 kam das erste Auto nach Stykkishólmur, genau 24 Jahre, nachdem ein reicher Kaufmann aus Reykjavík das erste Auto überhaupt nach Island importiert hatte. Im gleichen Jahr landete auch das erste Flugzeug in Stykkishólmur. Das Stadtrecht (isl. kaupstaðurréttindi) erhielt der Ort am 18. Mai 1987, und 1989 lag die Einwohnerzahl bei 1225.
Franziskanerinnen aus den Niederlanden gründeten 1935 ein Kloster, eine Druckerei und ein Krankenhaus am Ort, später folgte ein Kindergarten. In Stykkishólmur gibt es noch heute eine katholische Kirchengemeinde, deren Kirche dem Hl. Franziskus von Assisi geweiht ist. Heutzutage ist neben der Fischerei der größte Arbeitgeber das katholische Nonnenkloster, in dem derzeit neun Schwestern leben, die vor allem im Krankenhaus arbeiten. Die neue Krankenhauskapelle wurde 1994 eingeweiht.
Am 29. Mai 2022 wurde die benachbarte Gemeinde Helgafellssveit nach Stykkishólmur eingemeindet.

## Bauwerke, Kultur und Sehenswürdigkeiten
Der Ort verfügt über viele erhaltene historische Häuser.
Im ältesten Haus des Ortes, dem auf Geheiß von Árni Thorlacius 1828 erbauten Norska Húsið („Norwegisches Haus“), welches das erste zweigeschossige Wohnhaus Islands und das größte Wohnhaus seiner Zeit war, befindet sich das Heimatmuseum. Bekannt ist auch das 1867 erbaute Kaufmannshaus Egilsenshús. Ein typisches altes dänisches Handelshaus ist Frúarhúsið. Einige alte Häuser entsprechen dem sog. Schweizer Stil mit Schnitzereien am Dachbalken.
Die alte Holzkirche Stykkishólmskirkja im Ortskern mit einer Länge von 10,90 m und einer Breite von 7,70 m stammt aus dem Jahre 1878. An Stelle eines gemauerten Kirchturms hat sie einen Dachreiter, der erst 1998 sein heutiges Aussehen und die heutige Position über dem Eingang erhielt. Ursprünglich mussten die Gläubigen zur Messe nach Helgafell reiten oder gehen, wo es der Überlieferung nach bereits seit der Einführung des Christentums auf Island im Jahre 1000 eine Kirche gab, und wo noch heute eine sehenswerte 1903 erbaute und am 1. Januar 1904 eingeweihte Holzkirche (Helgafellskirkja) steht.
Die neue Kirche aus Beton etwas außerhalb des Zentrums von Stykkishólmur, in der im Sommer Konzerte stattfinden, sieht man schon von weitem wegen ihrer auffallenden Form. Sie wurde von dem Architekten Jón Haraldsson (1930–1989) entworfen. Der Bau mit seinen 300 Sitzplätzen wurde am 6. Mai 1990 eingeweiht.
Eine weitere Kirche in Stykkishólmur ist die Hvítasunnukirkja der Pfingstgemeinde, deren Baubeginn 1947 erfolgte, und die 1950 eingeweiht wurde.

### Wetterstation
Die Wetterstation in Stykkishólmur ist für hiesige Verhältnisse schon recht alt. Der oben erwähnte Árni Thorlacius begann hier im Jahre 1845 als einer der ersten in Island regelmäßige Wetterbeobachtungen.
Heute steht hier eine computergesteuerte Beobachtungsstation.

### Wassermuseum
Die amerikanische Künstlerin Roni Horn gründete hier das Wassermuseum, worin sie Säulen mit dem Wasser aus allen wichtigen Gletschern Islands und Erklärungen dazu aufstellte.

### Leuchtturm
Auf der Insel Súgandisey, die heute durch einen Damm mit dem Festland verbunden ist, steht ein kleiner roter Leuchtturm aus dem Jahre 1948, der vom Hafen aus über eine Treppe erreicht werden kann.

### Bjarnarhafnarkirkja
Die kleine Holzkirche Bjarnarhafnarkirkja auf dem Hof Bjarnarhöfn, der früher „Kumbaravogur“ hieß, wurde bereits 1857 erbaut und befindet sich 12 km südwestlich von Stykkishólmur auf dem Gebiet der 2022 eingemeindeten Ortschaft Helgafellssveit. In ihr befinden sich mehrere Kunstwerke, z. B. ein vermutlich um 1280 angefertigter Kelch. Die Kanzel wurde 1695 von dem dänischen Kaufmann Benedix Bastiansen gespendet. Das Altargemälde wurde der Kirche im 17. Jahrhundert von holländischen Fischern geschenkt, und es stellt die Apostel dar, die Jesus nach der Auferstehung am Brechen des Brotes erkennen. Gemalt wurde es in Holland zur Zeit Rembrandts, doch der Name des Künstlers ist unbekannt.

## Politik

### Städtepartnerschaften
Stykkishólmur verbindet eine Städtepartnerschaft mit der dänischen Stadt Kolding. Weil man sich wegen der Geschichte als Handelskontor den Dänen verbunden fühlt, wird jedes Jahr im August ein dänisches Festival abgehalten (Danskir dagar). Dabei wird sonntags nach alter Sitte (offiziell) nur dänisch im Ort gesprochen.
Außerdem existieren Städtepartnerschaften mit folgenden Orten:
- Drammen, Norwegen
- Lappeenranta, Finnland
- Örebro, Schweden

## Töchter und Söhne der Stadt
- Haraldur Sigurðsson, Geologe, *1939

## Einwohnerentwicklung
Auch in Stykkishólmur kann man eine – allerdings nur leichte – Abnahme der Einwohnerzahl feststellen wie bei sehr vielen Gemeinden in Island auf dem Land (Landflucht).
| Datum        | Einwohner |
| ------------ | --------- |
| 1. Dez. 1981 | 1.233     |
| 1. Dez. 1988 | 1.253     |
| 1. Dez. 1997 | 1.263     |
| 1. Dez. 2003 | 1.161     |
| 1. Dez. 2006 | 1.149     |
| 1. Dez. 2007 | 1.107     |
| 1. Dez. 2008 | 1.101     |